# 3598 Saucier
3598 Saucier eller 1977 KK1 är en asteroid i huvudbältet som upptäcktes den 18 maj 1977 av den amerikanska astronomen Ellen Suzanne Howell vid Palomar-observatoriet. Den är uppkallad efter Agnes Saucier, en släkting till upptäckaren.
Asteroiden har en diameter på ungefär 18 kilometer.